# 单打一
单打一是中共在抗日战争时期于各抗日根据地自行生产的一种土造枪支。这种枪曾被民兵和游击队广泛使用，其并没有特定的制造标准，在击发之前仅可用手装填一枚子弹，击发完成后还需用手再把弹壳抠出，故而得名“单打一”。由于该枪受技术和生产条件限制，各地生产的版本不论是在外形上，材料上还是枪管口径上均没有统一标准，该枪的称呼也因此而多种多样，其中包括“独一撅”、“独角牛”、“铁公鸡”、“震天雷”、“两撅枪”、“撅把子”等等。